# Samsung Galaxy A01
Il Samsung Galaxy A01 è uno smartphone di fascia bassa prodotto da Samsung, facente parte della serie Samsung Galaxy A.

## Caratteristiche tecniche

### Hardware
Il Galaxy A01 è uno smartphone con form factor di tipo slate, le cui dimensioni sono di 146,2 × 70,9 × 8,3 millimetri e pesa 149 grammi.
Il dispositivo è dotato di connettività GSM, HSPA, LTE, di Wi-Fi 802.11 b/g/n con supporto a Wi-Fi Direct ed hotspot, di Bluetooth 4.2 con A2DP ed LE, di GPS con A-GPS, BDS, GALILEO e GLONASS e di radio FM. Ha una porta micro-USB 2.0 ed un ingresso per jack audio da 3,5 mm.
Il Galaxy A01 è dotato di schermo touchscreen capacitivo da 5,7 pollici di diagonale, di tipo PLS IPS con aspect ratio 19:9, angoli arrotondati e risoluzione HD+ 720 × 1520 pixel (densità di 294 pixel per pollice). Il frame laterale ed il retro sono in plastica.
La batteria agli ioni di litio da 3000 mAh non è removibile dall'utente.
Il chipset è un Qualcomm Snapdragon 439. La memoria interna di tipo eMMC 5.1 è di 16 o 32 GB (in base al taglio scelto), mentre la RAM è di 2 GB.
La fotocamera posteriore ha 2 sensori, uno principale da 13 MP con apertura f/2.2 e uno da 2 MP di profondità, è dotata di autofocus e flash LED, in grado di registrare al massimo video full HD a 30 fotogrammi al secondo, mentre la fotocamera anteriore è da 5 megapixel.

### Software
Il sistema operativo è Android, in versione Android 10 e con l'interfaccia utente One UI Core 2.0.
Dalla fine di aprile 2021 inizia ad aggiornarsi ad Android 11 con One UI Core 3.1 in alcuni mercati.

## Commercializzazione
Il dispositivo è stato commercializzato a gennaio 2020.